# Аполду-де-Жос (комуна)
Аполду-де-Жос (рум. Apoldu de Jos) — комуна у повіті Сібіу в Румунії. До складу комуни входять такі села (дані про населення за 2002 рік):
- Аполду-де-Жос (1199 осіб) — адміністративний центр комуни
- Сингетін (326 осіб)

Комуна розташована на відстані 238 км на північний захід від Бухареста, 25 км на північний захід від Сібіу, 101 км на південь від Клуж-Напоки, 139 км на захід від Брашова.

## Населення
За даними перепису населення 2002 року у комуні проживали 1525 осіб.
Національний склад населення комуни:
| Національність | Кількість осіб | Відсоток |
| -------------- | -------------- | -------- |
| румуни         | 1505           | 98,7%    |
| цигани         | 17             | 1,1%     |
| німці          | 2              | 0,1%     |
| угорці         | 1              | 0,1%     |

Рідною мовою назвали:
| Мова      | Кількість осіб | Відсоток |
| --------- | -------------- | -------- |
| румунська | 1523           | 99,9%    |
| угорська  | 1              | 0,1%     |
| німецька  | 1              | 0,1%     |

Склад населення комуни за віросповіданням:
| Релігія        | Кількість осіб | Відсоток |
| -------------- | -------------- | -------- |
| православні    | 1522           | 99,8%    |
| реформати      | 1              | 0,1%     |
| греко-католики | 1              | 0,1%     |